# 翠屏花園

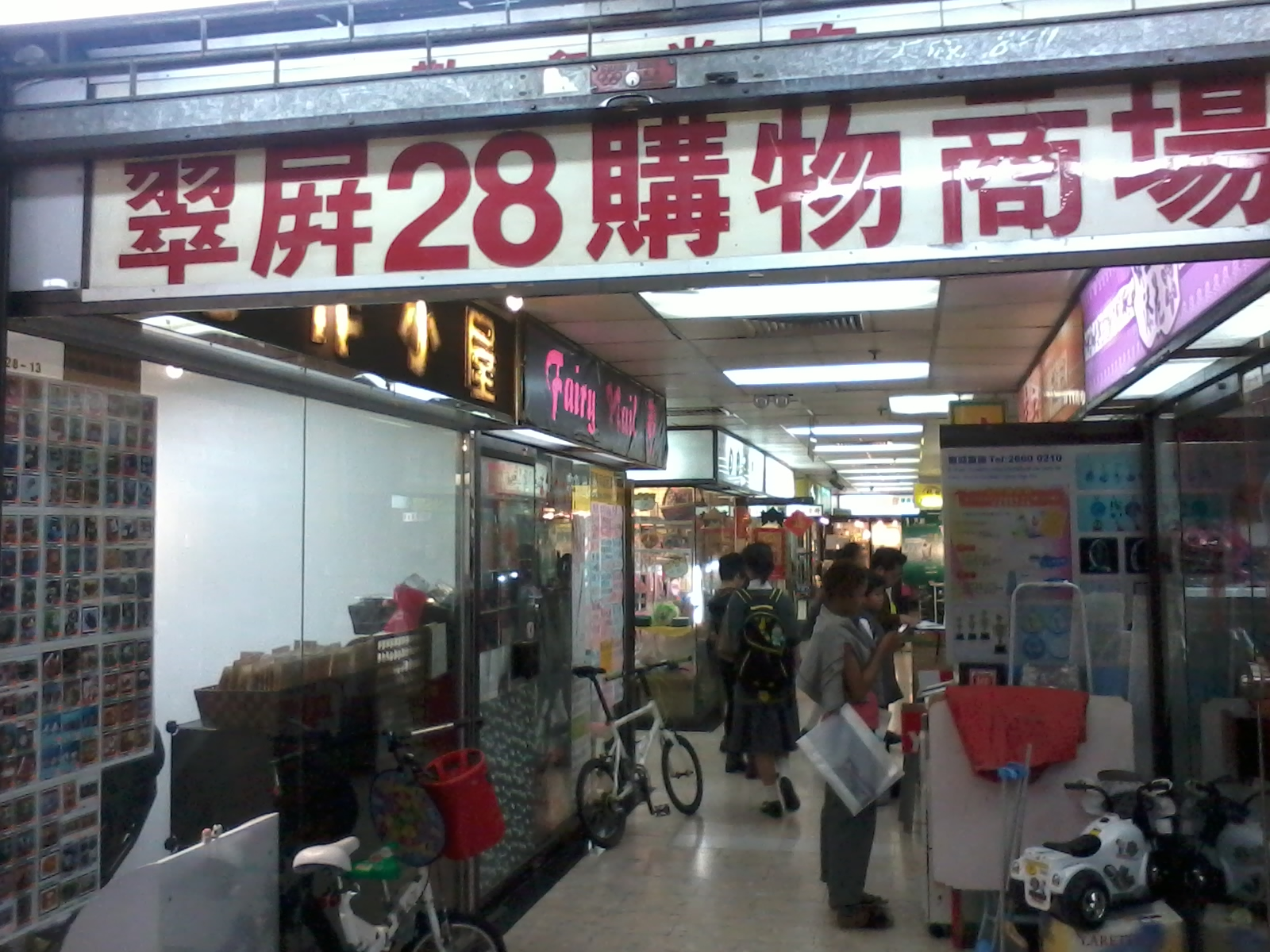
翠屏商場

翠屏花園（英語：Jade Plaza）是一個位於香港大埔區的私人屋苑，位於香港大埔安慈路3號，由恆基兆業發展，1986年入伙，共有4座（A座至D座）住宅樓宇，每座樓高22層。管理公司為順理管理。

## 設施
花園平台設兒童遊樂場，住宅基座為翠屏商場，主要以小商店為主。

## 附近主要建築物
- 大埔超級城[2]
- 昌運中心[2]
- 八號花園[2]
- 海寶花園[2]
- 汀雅苑[2]
- 大埔中央廣場[2]
- 大元邨[2]

## 區議會選區資料
- 翠屏花園屬於大埔區議會頌汀選區，現任區議員為區政聯盟成員文念志。

## 事件
2003年及2004年，翠屏花園百多名商舖及住戶業主與業主立案法團入稟高院，向前任管理委員會十多名新舊成員、及負責維修工程的德寶建築工程興訟。法官在2009年5月判原訴人敗訴，須向德寶支付工程費及損失，合共約1,500多萬元。維修工程最後在2010年完成，每伙住戶分擔維修及律師費共約6萬多元。
荃灣石圍角邨槍擊案受害人梁成恩生前亦與妻子租住翠屏花園一單位。

### 2019年12月20日開槍事件

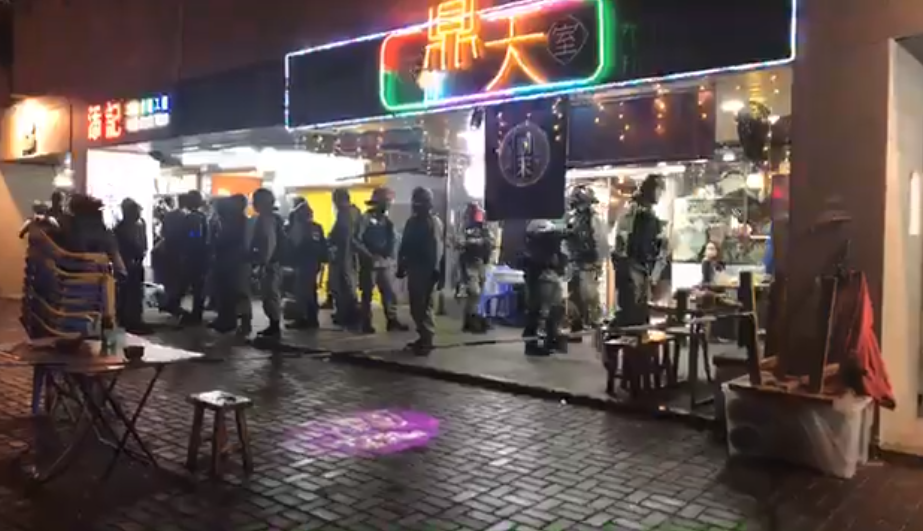
警方封鎖現場調查

2019年12月20日，警方在翠屏商場截查一名目標男子，期間他以半自動手槍發射一發子彈，之後被制服。警方說，在現場檢獲一支半自動手槍及一個空彈殼，其後再於翠屏花園一個單位內，檢獲一支懷疑長距離步槍AR-15以及255發子彈。嫌犯在2018年曾因涉及藏枪被拘捕，今年2月底獲保釋，於本月8日違反法庭保釋條件而被通缉。
警方在現場多次以警棍敲打一名《立場新聞》記者的手部，及連續以警棍打向記者的手機6次，另外亦有多名記者被警員施放的胡椒噴霧噴中感到不適，記協強烈譴責警察刻意挑釁及襲擊記者。時事評論員游清源估計，警察可能一早知道該記者任職於立場新聞，對其作出針對。